# Kulturalni studiji
Kulturalni studiji su teorijski, politički i empirijski utemeljene analize kulture usredotočene na političku dinamiku suvremene kulture, njezine povijesne temelje, obilježja, sukobe i kontingencije. Istraživači i istraživačice kulturalnih studija istražuju kako se kulturne prakse odnose na šire sustave moći koji su povezani s društvenim fenomenima kao što su ideologija, klasa, nacionalnost, rasa, etnička pripadnost, seksualna orijentacija, spol i generacijska obilježja. Kulturalni studiji ne gledaju na kulturu ili kulture kao na fiksne, ograničene i stabilne entitete, već kao na neprestanu interakciju i promjenjive skupove praksi i procesa. Područja kulturalnih studija obuhvaćaju niz teorijskih i metodoloških perspektiva i praksi. Iako se razlikuju od discipline kulturalne antropologije i interdisciplinarnog područja etnologije, kulturalni studiji oslanjaju se i doprinose svakom od navedenih područja.

### Kulturalni studiji u Hrvatskoj

#### Odsjek za kulturalne studije na Filozofskom fakultetu u Rijeci
Odsjek za kulturalne studije na Filozofskom fakultetu u Rijeci započeo je s radom 2004. godine, čime je posto prvi ovakav studij u Hrvatskoj.